# Benedikt Tomáš Mohelník
Benedikt Tomáš Mohelník (* 5. listopadu 1970 Valašské Meziříčí) je katolický kněz, teolog a dominikán, v letech 2006–2018 provinciál české provincie dominikánů. Je šéfredaktorem Revue Salve, ředitelem platformy Dominikánská 8 a vyučujícím na KTF UK.

## Život
Řádové sliby složil 12. srpna 1990, o pět let později byl vysvěcen na kněze. Studoval teologii na CMTF UP v Olomouci, poté postgraduálně na univerzitě ve Fribourgu ve Švýcarsku. Od roku 2005 vyučuje systematickou teologii na Studiu kláštera trapistů v Novém Dvoře, od roku 2006 je odborným asistentem na Katedře fundamentální a dogmatické teologie na KTF UK a tuto katedru vede. Externě vyučuje i na CMTF UP. Je autorem řady skript, odborných a popularizujících článků a překladů odborných textů v oblasti teologie. 23. ledna 2006 jej provinční kapitula zvolila provinciálem, generál řádu C. A. Costa potvrdil tuto volbu den poté. Podruhé byl zvolen na provinční kapitule v lednu 2010 a potřetí v lednu 2014. Dne 23. ledna 2018 byl zvolen provinciálem na jeho místo Lukáš Fošum.

## Knihy

### Odborné monografie
- Benedikt Tomáš Mohelník: „Gratia augmenti.“ Contribution au débat contemporain sur la confirmation. Studia Friburgensia 97. Fribourg: Academic Press Fribourg, 2005. 260 s. ISBN 2-8271-0988-3.
- Pečeť daru Ducha Svatého : teologie svátosti biřmování. Praha : Krystal OP, 2012. 295 s. ISBN 978-80-87183-44-1.